# Jacob Hegge
Jacob Hegge (auch: Finkenblock; * Ende des 15. Jahrhunderts in Danzig) war ein evangelischer Theologe und Reformator.

## Leben
Hegge wurde als Sohn eines Schneiders in Danzig geboren und dort zum Priester geweiht. Im Oktober 1522 hielt er die erste evangelische Predigt auf dem Danziger Hagelsberg im Freien – außerhalb der Stadtwälle. Da er exkommuniziert wurde und keine Kirche benutzen durfte, stellten ihm seine Anhänger auf dem Gertruden-Kirchhof eine Kanzel auf. Für kurze Zeit ging er nach Wittenberg. Als in Danzig 1524 die evangelische Volksbewegung immer stärker wurde, wurde er zum Pfarrer an der Katharinenkirche bestimmt.
Auf Verlangen des Königs Sigismund I. von Polen wurde er 1526 aus dem Amt entfernt. Vor dem gewaltsamen Eingreifen des Königs in Danzig verließ er die Stadt und folgte auch der Vorladung vor das königliche Hofgericht nicht. Längere Zeit hielt er sich in Stralsund auf, stand 1529 in Flensburg auf Seiten Melchior Hoffmans, predigte aber auch vor Johannes Bugenhagen in Hamburg. Hier verlieren sich seine Spuren.

## Jacob-Hegge-Kapelle
Über 400 Jahre nach der Reformation wurde in Danzig-Schidlitz (heute: Gdańsk Siedlce) die Jacob-Hegge-Kapelle errichtet. Sie befand sich in der Straße Am Hagelsberg 11 und damit unweit der Stelle, wo Hegge seine erste Predigt gehalten hatte. In den 1930er Jahren war sie auch Kirche des evangelischen. Arbeitervereins. Einziger Pfarrer war hier bis 1945 Werner Lippky. Die Kapelle war ein einfaches und mit Backsteinen ausgefachtes Fachwerkhaus – mehr einem Wohnhaus ähnlich als einer Kirche. Die Glocke war in einem Glockenstapel aufgehängt.
Heute befindet sich an ihrer Stelle ein weit größerer Kirchenbau der Danziger Baptistengemeinde.